# La Chambre aux échos
La Chambre aux échos (titre original : The Echo Maker) est un roman de l'écrivain américain Richard Powers, publié aux États-Unis en octobre 2006, traduit en français et publié en France en 2008 aux éditions du Cherche midi.

## Distinction
En 2006, le roman est récompensé par le National Book Award.